# Ohaba-Mâtnic
Ohaba-Mâtnic – wieś w Rumunii, w okręgu Caraș-Severin, w gminie Copăcele. W 2011 roku liczyła 242 mieszkańców. 